# Rudolfina digitata
Rudolfina digitata är en tvåvingeart som beskrevs av Marshall 1991. Rudolfina digitata ingår i släktet Rudolfina och familjen hoppflugor. Inga underarter finns listade i Catalogue of Life.